# Franck Clemente
Franck Clemente (* 5. Dezember 1961 in Sannois) ist ein ehemaliger französischer Radrennfahrer und nationaler Meister im Radsport.

## Sportliche Laufbahn
Clemente war Bahnradsportler und auch im Straßenradsport aktiv. 1981 gewann er die nationale Meisterschaft im Steherrennen vor Pierre Trentin. 1982 siegte er im Sechstagerennen von Saint Denis mit Glenn Taylor als Partner.  
Von 1983 bis 1984 fuhr er als Berufsfahrer bei den Radsportteams BiC und Système U. Dabei konnte er keine Erfolge in Straßenrennen erzielen.